# Казаков, Юрий Павлович
Ю́рий Па́влович Казако́в (8 августа 1927, Москва — 29 ноября 1982, там же) — русский советский писатель, сценарист. Один из крупнейших представителей советской новеллистики.
«…Его рассказы возбуждали и заводили, навевая очень серьёзное и сильное желание творчества. В его рассказах на нескольких страницах то как-то медлительно, то мгновенно ощущались и неизбывность, и конечность времени и времён». Писатель Виктор Конецкий

## Биография
Родился 8 августа 1927 года в Москве в семье рабочего, выходца из крестьян Смоленской губернии. В автобиографии (1965) писал: «В роду нашем, насколько мне известно, не было ни одного образованного человека, хотя талантливы были многие».

### Родители писателя
Отец Павел Гаврилович Казаков (1901—1974). Мать Устинья Андреевна Казакова (1900—1984)
Отец Павел Гаврилович был плотником, несколько лет провёл в ссылке на Севере (в посёлке Солга в Вельском районе, Архангельская обл.), был осуждён в 1933 г за нелояльные разговоры. Мать Устинья Андреевна приехала в Москву из Смоленской области, работала нянькой в семьях, подсобницей на заводе. Она получила образование медсестры.

### О родословной
Вырос писатель на Арбате, в доме № 30.
Юрий Казаков с грустью вспоминал свой тесный неухоженный арбатский двор, свою убогую коммуналку. «Вы, наверное, не раз видели мой дом на Арбате, где „Зоомагазин“, — говорил он как-то в интервью. — Удивляюсь сейчас многотерпению моих соседей: каждый божий день играл я на контрабасе. К счастью, это не скрипка, звук глухой — и не жаловались. Понимали, что человек „учится музыке“. Кстати, в нашем дворе жил Рихтер со своей женой Ниной Дорлиак. И когда летом, с открытыми окнами, он играл на рояле, а она пела, я бросал всё и слушал. Правда, тогда я не знал ещё, что он — Рихтер…»
Впечатления военного времени нашли отражение в неоконченной повести «Две ночи» («Разлучение душ»). Когда Юрий был подростком, началась война. Казаков вместе с другими мальчишками лазил по крышам, тушил зажигалки, помогал старикам. Был контужен при взрыве бомбы, упавшей в соседнем квартале. С тех пор всю жизнь заикался.
Окончил Московский архитектурно-строительный техникум (1946). Когда Юрию было 15 лет, он начал заниматься музыкой. Сначала овладел игрой на виолончели, а потом на контрабасе. Затем поступил в музыкальное училище имени Гнесиных (1946). Был принят в состав оркестра Московском академическом Музыкальном театре имени К. С. Станиславского и Вл. И. Немировича-Данченко. Однако уже в 1952 году он понял, что музыка не является его призванием, так как он хочет заниматься литературой. В учебные годы он любил заниматься альпинизмом, охотиться, ловить рыбу, много ходить пешком и ночевать, где застанет ночь.
Первые произведения Казакова появились в печати в 1951—1953 годах (пьеса «Новый станок», рассказ «Обиженный полисмен»). Быстро обратили на себя внимание рассказы молодого автора. Учился в Литературном институте им. М. Горького (1953—1958). Рекомендацию в Союз писателей дал ему К. Г. Паустовский.
"Сравнительно недавно, год назад, — написал в своей рекомендации Паустовский, — я впервые прочёл рассказы Ю. Казакова и был поражён силой, мастерством и зрелостью тогда ещё никому не известного писателя. Тем более я был поражён, узнав, что Казаков — студент Литературного института им. Горького и человек ещё совсем молодой. Достаточно прочесть два-три рассказа Ю. Казакова, чтобы стало ясно, какой талантливый, зоркий и умный писатель вошёл в нашу литературу. Поэтому в данном случае я считаю излишним углубляться в разбор произведений Казакова. Они сами говорят за себя. Одно могу сказать — писатели старшего поколения должны быть счастливы таким взыскательным к себе и одарённым преемником, каким является Ю. Казаков…
В 1960 году Юрий Казаков записывает в дневнике:
«В младенчестве слушал я рассказы матери о своей родине, о Смоленщине, и чем взрослее становился, тем ярче, законченее представлял все обычаи, язык своих дедов… А в первый раз попал я на землю отцов своих в 1947 году, мальчишкой совсем, и все ещё было разбито и сожжено, Ржев и Вязьма зарастали травой, и люди жили в землянках. Приехал я в ту степную равнинную полосу, которая лежит на востоке Смоленщины, в Сычевском районе, и как только пошёл первый раз полем в деревню матери своей, увидел холмики братских могил, забрел на кладбище с разобранной, разбитой стеной, вдохнул полевой ромашковый, сенной, клеверный дух — меня затрясло, комок стал у меня в горле, и теперь те поля и перелески, те облака и небо, те широкие пыльные дороги — моя родина…»
Первая поездка писателя на Беломорье состоялась в 1956 году по заданию журнала «Знамя», когда он был студентом Литинститута.
Юрий Казаков потом часто ездил на Русский Север, эта земля влекла его первозданной самобытностью. На протяжении многих лет заполнял он «Северный дневник» — собрание путевой прозы, исторических экскурсов, портретов поморов. Одно из последних произведений — повесть «Мальчик из снежной ямы» — повествует о неординарной судьбе ненецкого самородка Тыко Вылки. В нём жил дух путешественника и журналиста.
Юрий Казаков вспоминал о русском Севере.
«Я смотрю на эти ослепительные пятна вдали и вверху, одни дающие свет земле и воде, и мне чудится в них что-то непорочно чистое, снежное, как бы Северный полюс, предел всего, что есть на земле, прозрачный солнечный чертог, что-то необыкновенно отдаленное от меня, от моих мыслей и чувств, — то, к чему мне надо идти всю жизнь и чего, может быть, так никогда и не достигнуть».
Русский Север притягивал писателя своим магнитом: непокорностью природы и самобытностью культуры коренного поселения (язык, обычаи, быт и хозяйство).
Юрия Казакова назовут позже писателем Севера, который поднимал вопросы сохранения культуры и памятников архитектуры (в Карелии (Кижи, эпос «Калевала»), Спасо-Преображенский Соловецкий ставропигиальный мужской монастырь). Но Казаков любил не только крайний холодный Север с его неповторимой природой, но и саму Россию, её бескрайние поля, леса, деревни, с его жителями. Юрия Казакова причисляли к писателям-деревенщикам (Фёдор Абрамов, Борис Екимов, Валентин Распутин, Василий Шукшин и мн. др.).
Вот, например, как пишет о Тарусе Юрий Казаков:
«Леса кругом горят осенним пожаром. По утрам пойма Оки наливается голубым туманом, и ничего тогда не видно сверху, только верхушки холмов стоят над туманной рекой красными и рыжими островами. Иногда дали мутнеют и пропадают — начинает идти мельчайший дождь, и каждый лист одевается водяной плёнкой. Тогда лес становится ещё багряней и сочней, ещё гуще но тонам, как на старой картине, покрытой лаком… Трава, ёлки и кусты затканы паутиной, и жестяно гремят под сапогами шоколадные дубовые листья. Покрикивают буксиры на Оке, зажигаются вечерами бакены, гудят по склонам холмов трактора, и кругом такие милые художнические места — Алексин, Таруса, Поленово, кругом дома отдыха и такая мягкая, нежная осень, хоть время идёт уж к середине октября…»
В 1964 году принял участие в написании коллективного детективного романа «Смеётся тот, кто смеётся», опубликованного в газете «Неделя».
Весной 1967 года Казаков ездил в Париж собирать материалы для задуманной книги о своём любимом писателе — Иване Бунине.
«Из воспоминаний вдовы писателя Т. М. Судник-Казаковой: „У него был дар — всегда с необыкновенной ясностью видеть живую жизнь писателей, понимать их судьбы. О Бунине, Чехове, Толстом он всегда говорил так, как если бы был их современником — до деталей быта, до чего-то самого сокровенного. Каким откровением была бы книга о Бунине — он прочёл о нём всё, что возможно, и знал и понимал эту жизнь больше, чем свою собственную…“
Но книгу о Бунине Казакову написать не довелось. Среди неосуществленных Казаковских замыслов — а их немало! — эта из самых невосполнимых потерь».
Он встречался с литераторами Б. К. Зайцевым, Г. В. Адамовичем и другими людьми, которые близко знали Бунина.
В 1967 году издательство «Галлимар» издало сборник рассказов писателя и присудило Казакову свою премию за лучшую книгу на французском языке. Лучшие рассказы Казакова были переведены на основные языки Европы, а в Италии ему была присуждена Дантовская премия (1970) за вклад в мировую прозу.
Гонорар от перевода трилогии А. К. Нурпеисова «Кровь и пот» позволил Казакову приобрести дачу с большим участком земли (площадью 1 гектар земли) в Абрамцево в Посёлке академиков РАН при ходатайстве секретариата Союза писателей (с помощью Константина Федина), ставшую его постоянным домом.
В 1969 году вышел сборник рассказов «Осень в дубовых лесах», в 1970-е — знаменитые рассказы «Свечечка» и «Во сне ты горько плакал», построенные в качестве лирического монолога отца, обращённого к маленькому сынишке.

Из статьи Павла Басинского.
Не только поэт Евгений Евтушенко, но почти все, знавшие Казакова, отмечали этот разительный контраст между внешностью (лысый, тучный, в роговых очках), бытовой речью и манерой поведения и невероятно тонкой, изысканной интонацией его рассказов, где не только текст, но, кажется, каждое слово музыкально выверено, словно сначала он записывал это нотами, а уже затем переводил в слова.

Можно заметить, что даже названия его рассказов не случайны. Либо они рождались в результате какого-то внезапного озарения, либо (что скорее) он долго и мучительно их искал до тех пор, пока название не рождалось как единственное, которое невозможно заменить никаким другим.
В последнее десятилетие жизни Казаков писал мало и ещё реже печатался. По словам Ю. М. Нагибина, его «будто нарочно выдерживали в Абрамцевской запойной тьме»:

Казалось, он сознательно шёл к скорому концу. Он выгнал жену, без сожаления отдал ей сына, о котором так дивно писал, похоронил отца, ездившего по его поручениям на самодельном мопеде. С ним оставалась лишь слепая, полуневменяемая мать.
Из интервью Казакова (1973 год): «Люблю свой дом в Абрамцеве, но жалею, жалею, что купил когда-то, очень держит дом — ремонты всякие, не стало прежней лёгкости, когда за полдня собрался и был таков! Хочу на Валдай! Хочу стать опять бродягой, думаю всё время, как я когда-то одиноко ездил, никому не известный, никем не любимый… Чем не жизнь? Хочу ехать на пароходе. Можно бродить ночью по палубе. Говорить с вахтенными матросами, слушать машину. Можно проснуться на рассвете от тишины, — потому что стоишь возле у пристани, у какой-нибудь деревеньки — и жадно увидеть и увести с собой какую-то милую подробность. Чтобы потом вспомнить…»
Умер 29 ноября 1982 года. Похоронен в Москве на Ваганьковском кладбище (уч. № 40) неподалёку от могилы его отца. На скромной могиле Казакова стоит поморский крест, который создал и изготовил внук известного русского художника Василия Поленова Фёдор Поленов. Там же похоронена вдова писателя Тамара Михайловна Судник-Казакова.
Посмертно издана книга «Две ночи» с неопубликованными (в основном неоконченными) произведениями.
Писатель Юрий Нагибин свидетельствовал, что дача Казакова, на которой после смерти оставался его архив, была подвергнута разграблению, многие рукописи унесли с собой неизвестные люди.
Юрий Павлович Казаков — писатель «дымчато-нежных рассказов», человек сокровенных мыслей, понимающий и страдающий. Писатель-шестидесятник, ушедший тихо, как и жил: одиноко, невысказанно. Современники называли его «взрослым ребёнком», «мужчиной с женским сердцем».
Все наследие писателя сохранилось благодаря стараниям его вдовы Тамары Михайловны Судник-Казаковой (1939—2021). Вдова писателя принимала активное участие в редактировании всех книг Юрия Казакова.
Вышли труды и работы о Юрии Казакове литературного критика Игоря Кузьмичева: «Первая книга». «Набросок портрета». «Вторая книга». «Юрий Казаков. Документальное повествование». Его книги дополняются мемуарами шекспироведа Марины Литвиновой и поэтессы Тамары Жирмунской.

## Память
- Могила Юрия Казакова. Ваганьковское кладбище. От центрального входа идти по направлению к колумбарию. Обойти его справа и продолжить движение по центральной аллее до участка № 40. Ориентир — указатель к могиле актёра Андрея Миронова.
- Снят короткометражный фильм «Сег-Погост» на основе рассказа «Адам и Ева».
- Юрию Казакову посвящено стихотворение Евгения Евтушенко «Долгие крики» и стихотворение Андрея Вознесенского «Охота на зайца»[4][5].
- На доме № 30 на Арбате 5 февраля 2008 года была установлена мемориальная доска (скульптор Геннадий Правоторов) в память о Юрии Павловиче Казакове.
- Его имя носит премия за лучший рассказ, присуждаемая журналом «Новый мир». Литературная премия имени Юрия Казакова была учреждена в 2000 году. В 2012 году присуждение премии было приостановлено «по техническим причинам». Первую премию имени Юрия Казакова вручили писателю Игорю Клеху.
- Документальные фильмы «Спрятанный свет слова», «Трали-вали», «Осень в дубовых лесах» (воспоминания Марины Литвиновой о писателе)
- Открыта мемориальная доска в 2015 году в деревеньке Лопшеньга на берегу Белого моря, в доме, где жил и работал писатель. В Лопшеньге проводятся литературные Казаковские чтения «Поедемте в Лопшеньгу!»
- 2017 год. Истринская библиотека имени А. П. Чехова. Первые Научные чтения, посвящённые 90-летию Юрия Павловича Казакова (1927—1982).
- На дне Аральского моря установлен памятник книгам Абди-Жамила Нурпеисова, двум её переводчикам (писателям Юрию Казакову, Анатолию Киму).
- Рассказы Юрия Казакова по инсценировкам на радио «Звезда» (в исполнении чтецов: Егора Серова, Юлия Файта, Сергея Кирсанова, Игоря Тарадайкина).
- Спектакль «Проклятый Север» (Театр Фоменко, Москва). На старой сцене театра Петра Наумовича Фоменко. Театральное сочинение 3-й стажёрской группы «Мастерской П. Н. Фоменко» по мотивам рассказов Юрия Казакова.
- Спектакль «Прозрачное солнце осени» (Театр «Сфера», Москва, 2023). Постановка главного режиссёра Александра Коршунова. Другое название этого спектакля: «Три Юрия» (Юрий Казаков, Юрий Трифонов, Юрий Домбровский)
- Спектакль «Это всё моë!» (Центр кино и театра п/р Никиты Михалкова, Москва. Режиссёр Григорий Артамонов, 2023). По мотивам рассказов Юрия Казакова
- Проводятся регулярно литературные вечера в библиотеке имени Лермонтова (г. Москва, метро «Сокольники»).
- В Абрамцево на территории дачи писателя стоит деревянный храм Георгия Победоносца. Сруб храма привезен с русского Севера. В выходные дни проходят постоянно службы и молебны. Сохранился родник около речки Яснушка. Любимое место Юрия Казакова: Глебовское поле. Каменная ротонда не сохранилась. На территории дачи расположен приход РПЦ от Троице-Сергеевой Лавры.
- В июле 2022 г. вышел литературно-художественный альманах № 9 «Новое слово» (95-летию со дня рождения Юрия Павловича Казакова).
- 11 августа 2022 г. АСПИ. Прошёл юбилейный вечер (к 95-летию со дня рождения выдающегося русского новеллиста Юрия Казакова) в доме Ростовых (г. Москва).
- К юбилею писателя (2022 г). Вышел новый сборник рассказов «Двое в декабре» Юрия Казакова в издательстве «Вече».
- В марте-апреле 2022 г. в РГАЛИ поступили на постоянное хранение бесценные материалы известных деятелей культуры. Ценнейшим даром стали творческие материалы (около 700 документов) Юрия Павловича Казакова (1927—1982), которые поступили в РГАЛИ от его сына, Алексея Юрьевича. Документы включают машинописные черновики и рукописи с правками автора, письма, фотографии, а также ряд печатных изданий с заметками и дарственными надписями.
- В 2023 году. Постановка режиссёра Андрея Бахарева (Пространство «Театр линии». Совместно со студентами Мастерской народного артиста России С. В. Безрукова ростовского филиала ВГИК). Драма «Одна абсолютно несчастливая деревня» по рассказам Юрия Казакова, перенесет в атмосферу деревенской жизни 50-х годов.
- 25 апреля 2024 г. Спектакль «Голубое и зелёное» (проект Московского Губернского театра и центра творческих проектов «Инклюзион». Режиссёр Ксения Кошкина)
- В мае 2024 году в издательстве «Вест-Консалтинг» выходит книга воспоминаний о Тамаре Жирмунской «Поэт не может умереть». В ней впервые представлены сканы писем и телеграмм Юрия Казакова (из архива Тамары Жирмунской). Также собраны лучшие стихи Тамары Жирмунской о Юрии Казакове. 27 мая 2024 г. Презентация книги. Культурный центр «Покровские ворота» (Москва, Метро Чистые пруды)
- Летом 2024 года найден журналистом Алексеем Мельниковым (Калуга) дом Юрия Казакова в деревне Марфино, где была написана проза писателя.
- 12 октября 2024 г. Проведены чтения прозы Юрия Казакова в Абрамцево (на даче Юрия Казакова, на Глебовском поле).
- 25 октября 2024 г. РГАЛИ. Выставка «Новые поступления — 2024». Впервые были представлены документы из фонда писателя Юрия Казакова (фотографии и дневник, рукопись рассказа «Зависть»).
- 30 ноября 2024 г. Проведен литературно-музыкальный вечер «Один миг вечности» памяти писателя Юрия Казакова. Библиотека № 76 им. М. Ю. Лермонтова (г. Москва. Сокольники). На вечере отмечена работа издательством «Новое слово» за создание сообщества памяти писателя Ю. П. Казакова в VК и многолетняя работа по сбору материалов для экспозиции, посвящённой писателю.
- 1 февраля 2025 г. Спектакль-концерт «Когда пришла к тебе любовь» по рассказу Юрия Казакова «Голубое и зелёное». Театр Гоголя (Москва, ул. Казакова, 8). Народный артист РФ Игорь Костолевский. Музыкальное оформление: худ. руководитель и главный дирижёр, народный артист СССР и РФ Юрий Башмет

## Сочинения

Мемориальная доска писателю Ю. П. Казакову на улице Арбат, 30

- Пьеса однотактная «Новый станок», 1951
- Пьеса о подхалиме «Култышкин», 1953
- Рассказы: о любви (Персидская песнь (1953)), о боксёрах (Триста долларов (1953)), о слепом музыканте (Подвиг (1953)), Обиженный полисмен («Московский комсомолец» и из-во «Молодая гвардия» (Альманах молодых), 1953)

Рассказы
- На полустанке, 1954 (дипломная работа)
- Тихое утро, 1954
- Ночь, 1955
- Голубое и зелёное, 1956
- Некрасивая, 1956
- Странник, 1956
- На охоте, 1956
- Тэдди, 1957
- Поморка, 1957
- Никишкины тайны, 1957
- Арктур — гончий пёс, 1957
- На острове, 1958
- Манька, 1958
- Старики, 1958
- Звон брегета, 1959
- Трали-вали, 1959
- Ни стуку, ни грюку, 1960
- В город, 1960
- По дороге, 1960
- Кабиасы, 1961
- Вон — бежит собака! 1961
- Запах хлеба, 1961
- Осень в дубовых лесах, 1961
- Адам и Ева, 1962
- Двое в декабре, 1962
- Лёгкая жизнь, 1962
- Тропики на печке, 1962
- Красная птица, 1963
- Ночлег, 1963
- Плачу и рыдаю, 1963
- Проклятый Север, 1964
- Неизвестные края
- Дым
- Как я строил дом, 1967
- Оленьи Рога, 1980
- На Еловом ручье
- Скрип-скрип
- Корова-спасительница
- Лютый враг
- Глупый Чик
- Зачем мыши хвост?
- Путешествие в Рукомару
- Розовые туфли
- Свечечка, 1973 (Гагры, декабрь)
- Мальчик из снежной ямы (1972—1976)
- Северный дневник, 1977 (цикл рассказов)
- Во сне ты горько плакал, 1977 (описывается самоубийство соседа Юрия Казакова по даче, поэта Дмитрия Голубкова)

- Поедемте в Лопшеньгу, 1977, издано в 1983[6]
- Юрий Казаков. Избранное, 1985
- Юрий Казаков. Старый дом, 1986. Издательство Сретенского монастыря по благословению Святейшего Патриарха Московского и всея Руси Алексия
- Сборник. Две ночи, 1986 (публикация, осуществленная Т.М. Судник и А.Ю. Казаковым). После смерти писателя.

```
 Части из повести Две ночи / Разлучение душ, (1962-1965). Ночь первая. Арбат был завален обломками. И уже пять лет
 Зависть, 1965. Песни леса. Пропасть (Неокончен).
 Наброски рассказов
 Вечерний звон. Ангел небесный. Молодой инженер-химик Саша Скачков волновался.
 Нет, бывает всё-таки счастье. Девятый круг. Навсегда-навсегда. Чиф. Смерть, где жало твое? Старый дом
```

- Снова вспомни Ленинград // Журнал «Звезда», 1990, № 1. Письма Юрия Казакова. Вступительная статья и комментарии И. С. Кузьмичева
- Долгие крики. — Иркутск: Издатель Сапронов, 2008. — 552 с. — ISBN 978-5-94535-093-9.
- Собрание соч. в 3-х тт., изд. «Русскій міръ», М., 2008—2011 (т.1 — «Странник», т 2 — «Соловецкие мечтания», т 3 — «Вечерний звон»)

```
 Повторный тираж в 2023 г.
```

- Лёгкое дыхание (сборник, Издательство «Азбука», 2007)
- Юрий Казаков. Избранное. М.: Книжный Клуб 36.6, 2017
- Двое в декабре (сборник, Издательство «Вече», 2022). К 95-летию Юрия Казакова
- Литературно-художественный альманах № 9 (2022) «Новое слово». 95-летию со дня рождения Юрия Павловича Казакова (М.: ООО "Рекламное агентство «Новое слово», 2022 г)
- Тамара Жирмунская. «Мы — счастливые люди. Воспоминания» (Москва, 1995)
- Тамара Жирмунская. «Нива жизни. Воспоминания» (Москва: Волшебный фонарь, 2013)
- Поэт не может умереть. Книга воспоминаний о Тамаре Жирмунской. М.: Издательство «Вест-Консалтинг», 2024 (Опубликованы впервые сканы писем и телеграмм писателя (архив Тамары Жирмунской). Стихи о писателе Юрии Казакове)
- Глеб Горышин. Шесть окон на Белое море. Книга «Гора и берег», 1989
- Георгий Семенов: Прохладные тени. Неопубликованные рассказы, записи разных лет о времени, о друзьях и о себе (Издательство «Русский мир», 2013))
- Антология. Лучшие 11 рассказов. Литературная премия имени Юрия Казакова. Издательство «ОГИ», 2013. Антология составлена на основе длинного списка Литературной премии имени Юрия Казакова за лучший рассказ года. Премия была учреждена журналом «Новый мир» и Благотворительным Резервным фондом в 2001 году для отслеживания современного состояния жанра рассказа в русской литературе. В книгу вошли рассказы, публиковавшиеся в течение года в литературных журналах, входящих в разных городах современной России. Антология показывает уровень нашей сегодняшней прозы и основные тенденции её развития.

## Экранизации
- 1968 — «Любить» (реж. Михаил Калик). Одна из новелл фильма снята по мотивам рассказа «Осень в дубовых лесах».
- «Двое в декабре» — Опера-новелла Ю. Ефимова (По рассказам Юрия Казакова)
- «Двое в декабре» — Работа ВГИК (Кафедра кинооператорского мастерства. Заочное отд.) Оркин А. Б. Автор-руководитель Монахов В. В.
- 1969 — «Король Манежа» (реж. Юрий Чулюкин). По рассказу «Тедди».
- 1970 — «Голубое и зелёное» (реж. Виктор Гресь). Экранизация одноимённого рассказа.
- 1981 — «Великий самоед» (реж. Аркадий Кордон). Казаков выступил соавтором сценария[7].
- 1984 — «Манька» (реж. Анатолий Никитин (II)) в составе киноальманаха «Манька», «Нам не дано предугадать».
- 1992 — «На полустанке» (реж. Тамара Павлюченко). Экранизация одноимённого рассказа.
- 1995 — «Арктур — гончий пёс» (реж. Галина Самойлова)[8]. Телеспектакль.
- 1999 — «Послушай, не идёт ли дождь…» (реж. Аркадий Кордон). Биографический фильм.
- «Вон бежит собака» Режиссёр А. Ташкинов (Санкт-Петербург). Короткометражный фильм
- «Некрасивая» Режиссёр С. Иванов (Санкт-Петербург). Короткометражный фильм
- 2024 — «Во сне ты горько плакал» (режиссёр Николай Солодников).